# Al-Qatrawani
Ahmad Al-Qatrawani est un mathématicien égyptien du XVe siècle. Il a enseigné à Tunis et est l'auteur de l'ouvrage Rashfat ar-ruḍāb min thughūr acmāl al-ḥisāb où il traite du problème des polynômes.

## Biographie
Les seules informations que l'on connaît sur sa vie sont issues de son livre Rashfat ar-ruḍāb min thughūr acmāl al-ḥisāb, en français La succion du nectar des bouches des opérations du calcul. Il est né en Égypte et a enseigné à Tunis,. Son ouvrage s'intéresse aux termes algébriques et aborde également le problème des polynômes.
La seule copie complète de son ouvrage est conservée à la bibliothèque nationale du royaume du Maroc.

## Sources
Ahmed Djebbar (préf. Bernard Maitte), L'algèbre arabe, genèse d'un art, Vuibert/Adapt, 2005, 214 p. (ISBN 2711753816) — Tour d'horizon de l'algèbre arabe, des origines au XVe siècle.